# Mathias Goeritz

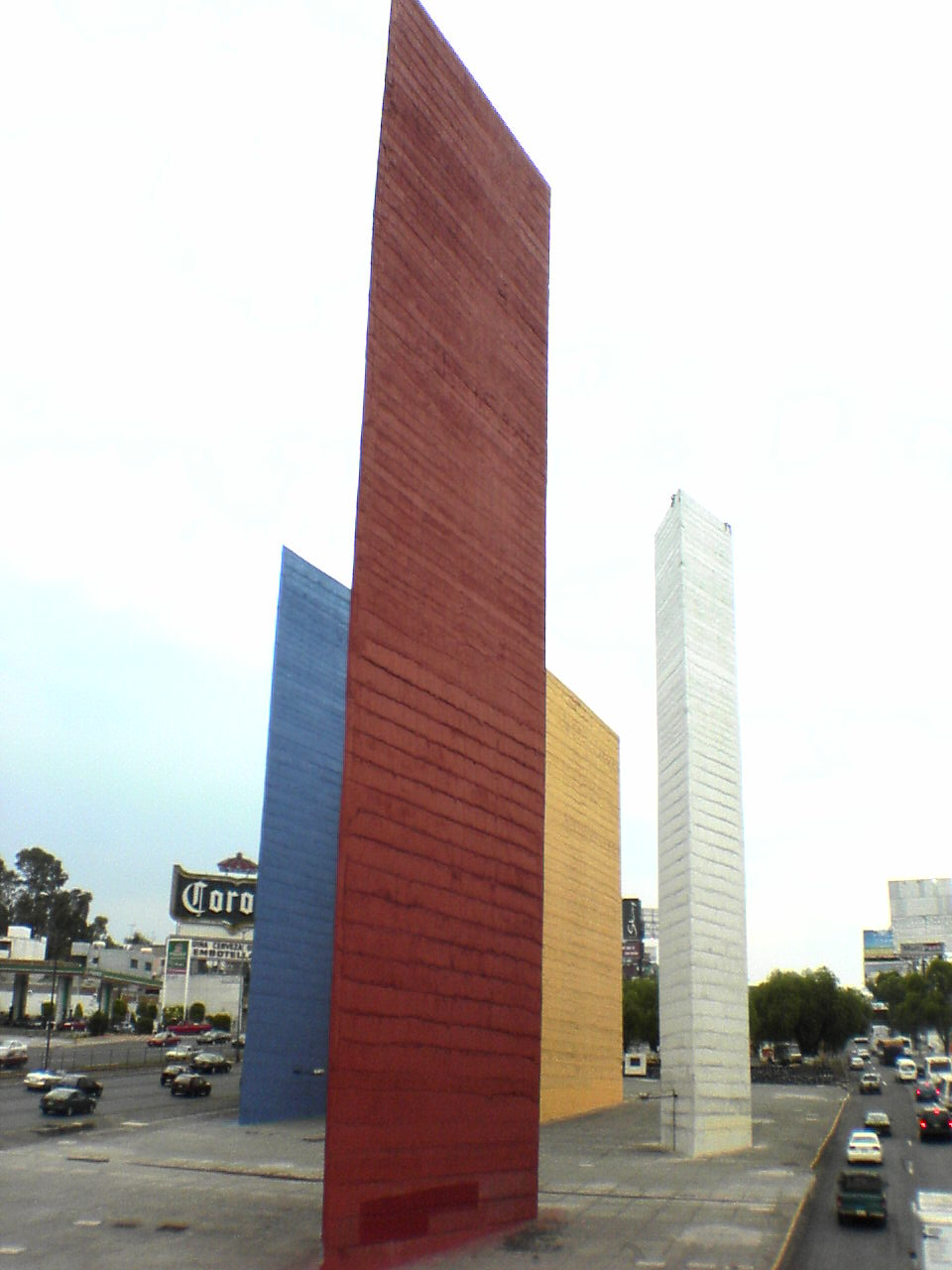
Tornen i Ciudad Satélite

Werner Matthias Goeritz Brunner, född 4 april 1915 i Danzig, Tyskland (nu Gdańsk, Polen), död 4 augusti, 1990 i Mexico City, var en tysk-mexikansk målare och skulptör.
Goeritz tillbringade sin ungdom i Berlin, men på grund av sitt judiska ursprung lämnade han Tyskland under andra världskriget och slog sig 1941 ned i Mexiko.
Goeritz är kanske mest känd för tornen i Ciudad Satélite, ett samarbete med arkitekten Luis Barragan.

### Översättningar
- Delar av artikeln är översatt från engelska Wikipedia